# Niceforonia nigrovittata
Niceforonia nigrovittata is een kikker uit de familie Strabomantidae en werd voor het eerst wetenschappelijk beschreven door Andersson in 1945. De soort komt voor in het zuidwesten van Colombia, het oosten van Ecuador en in het noordoosten van Peru op hoogtes van 200 tot 900 meter boven het zeeniveau.